# Хаглслаг

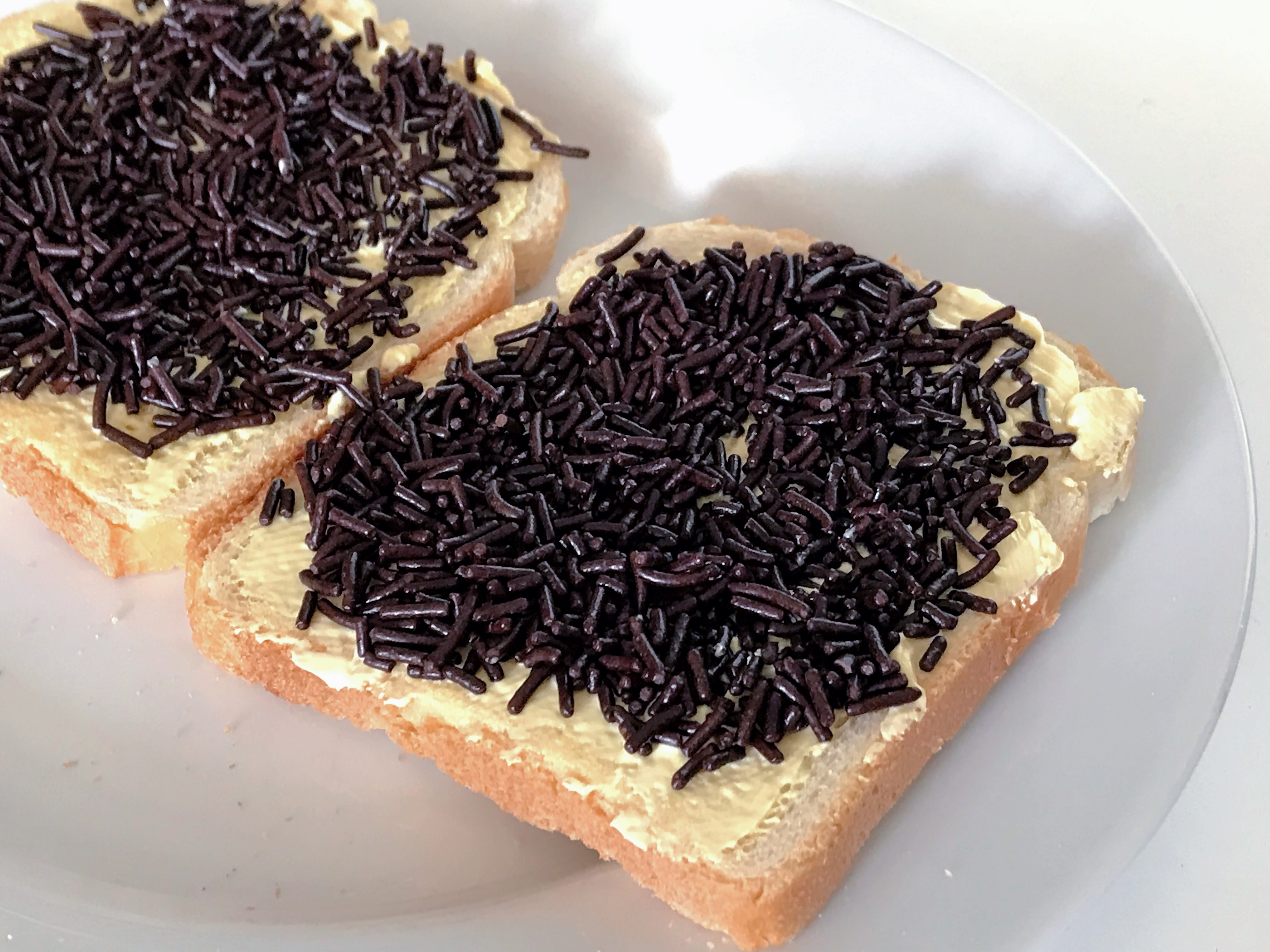
Шоколадна посипка хаглслаг на хлібі, змащеному маслом

Хаглслаг (нід. вимова: [ˈɦaːɣəlˌslɑx]) — це маленькі, довгасті, солодкі на смак гранули шоколаду, якими посипають скибочки змащеного маслом хліба або сухарів. Назва відноситься до hail, hagel означає град і neerslag означає опади.
Хаглслаг традиційно їдять нідерландці на сніданок або ланч. Хаглслаг здебільшого недоступний в інших країнах, за винятком Суринам, Бразилія, Бельгія, колишні Нідерландські Антильські острови та Індонезія (усі вони були колишніми Нідерландськими колоніями), де вони могли купити хаглслаг у магазині. У цих регіонах клієнти зазвичай використовують хаглслаг для прикраси десертів і тортів. Хаглслаг також доступний етнічній голландській громаді Нової Зеландії у Фокстоні (Манавату-Вангануї), де він широко доступний.
Інший варіант — hagelslag vlokken («хаглслаг пластівці»), шоколадні пластівці для посипання бутербродів. Є й інші смаки хаглслагу, такі як chocoladehagelslag (шоколад) і vruchtenhagel (фрукти).

## Історія
Відповідно до історичних записів з міського архіву Амстердама, хаглслаг спочатку був винайдений Б. Є. Діперінком, директором компанії VENCO з виробництва лакриці, у 1919 році. VENCO отримала патент на назву, ц означало, що іншим компаніям, такі як De Ruijter, не дозволялося використовувати цей термін для опису власних продуктів. Отже, De Ruijter вирішив назвати свою посипку на основі їхніх смаків, використовуючи термін hagel після смаку (наприклад, у vruchtenhagel). De Ruijter представив VENCO конкуренцію своїм асортиментом смаків, включаючи лимон, малину, апельсин та аніс. Згідно з деякими джерелами, традиції голландських посипок можна простежити до 1919 року, коли на фабриці солодки в Амстердамі були розроблені посипання зі смаком анісу.

## Подібні продукти
В інших країнах цілий спектр продуктів, аналогічних хаглслагу. Він використовуються як кондитерська посипка для прикраси тортів, печива, десертів, морозива. Посипка доступна в усьому світі та використовується для приготування чарівного хліба, дитячого десерту на день народження з Австралії, який складається з хліба, змащеного маслом і посипки зверху. Існує багато різновидів, коли мова заходить про форму (посипку у формі новинки називають цукерками-конфетті, але більшість посипок мають форму стрижня. Нонперелс (також відомі як сотні та тисячі в Австралії, Новій Зеландії та Південній Африці) схожі на посипку (і ці назви часто використовуються як синоніми), але круглі, а не паличкоподібні. Голландці, крім хаглслагу, також їдять мейшес («мишенята»), які являють собою насіння анісу, вкриті цукристою оболонкою.

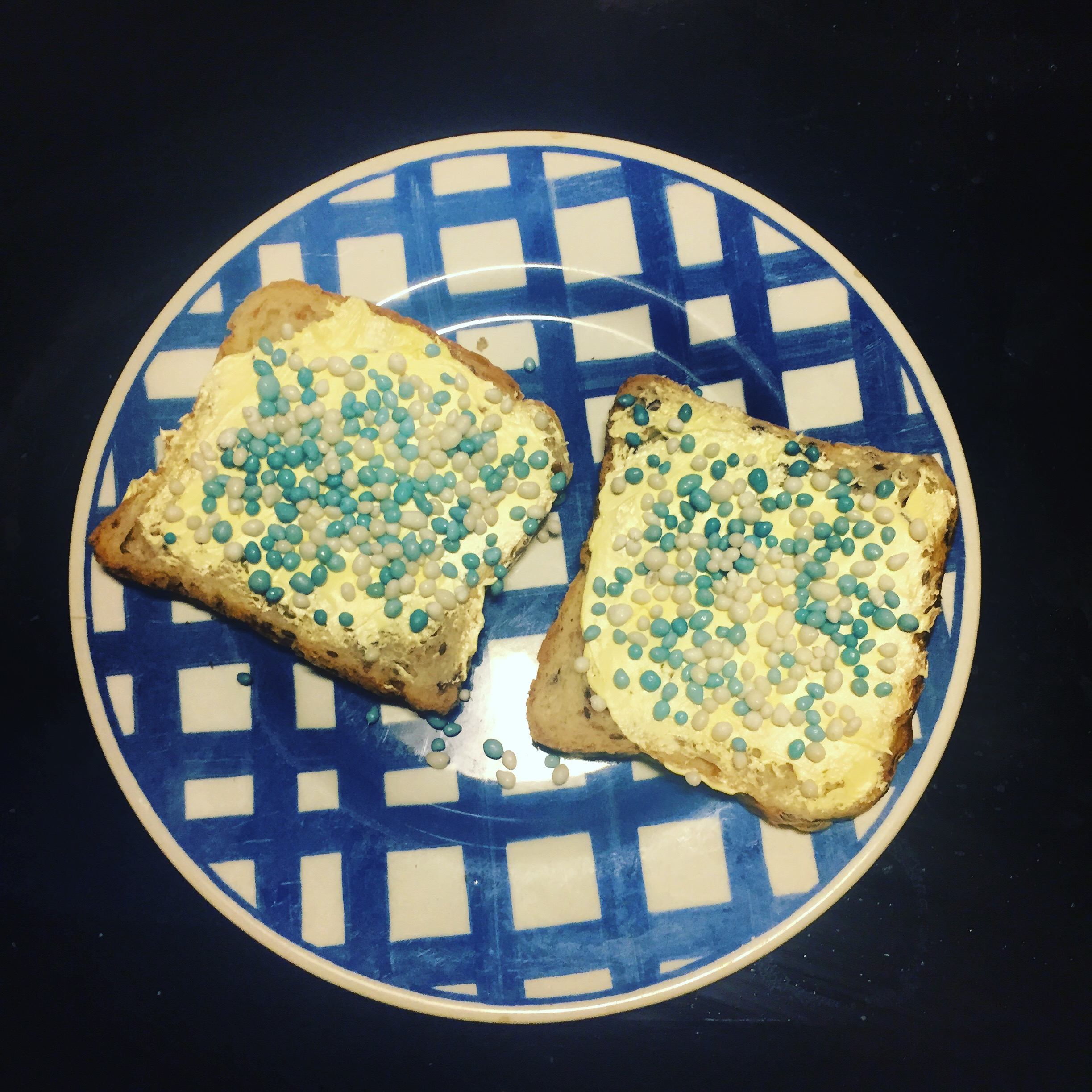
Блакитні та білі мейшес на змащеному хлібі
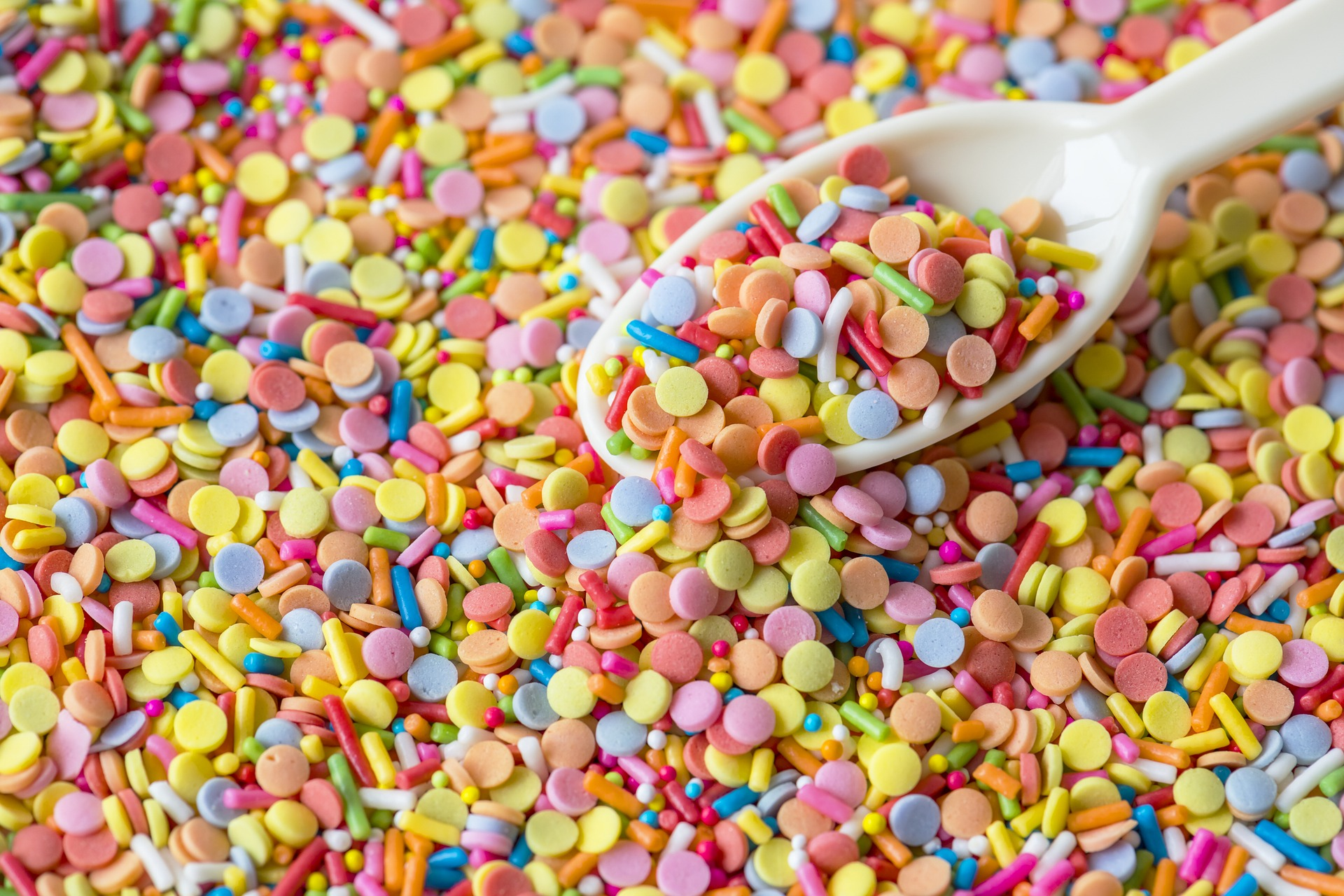
Округла посипка
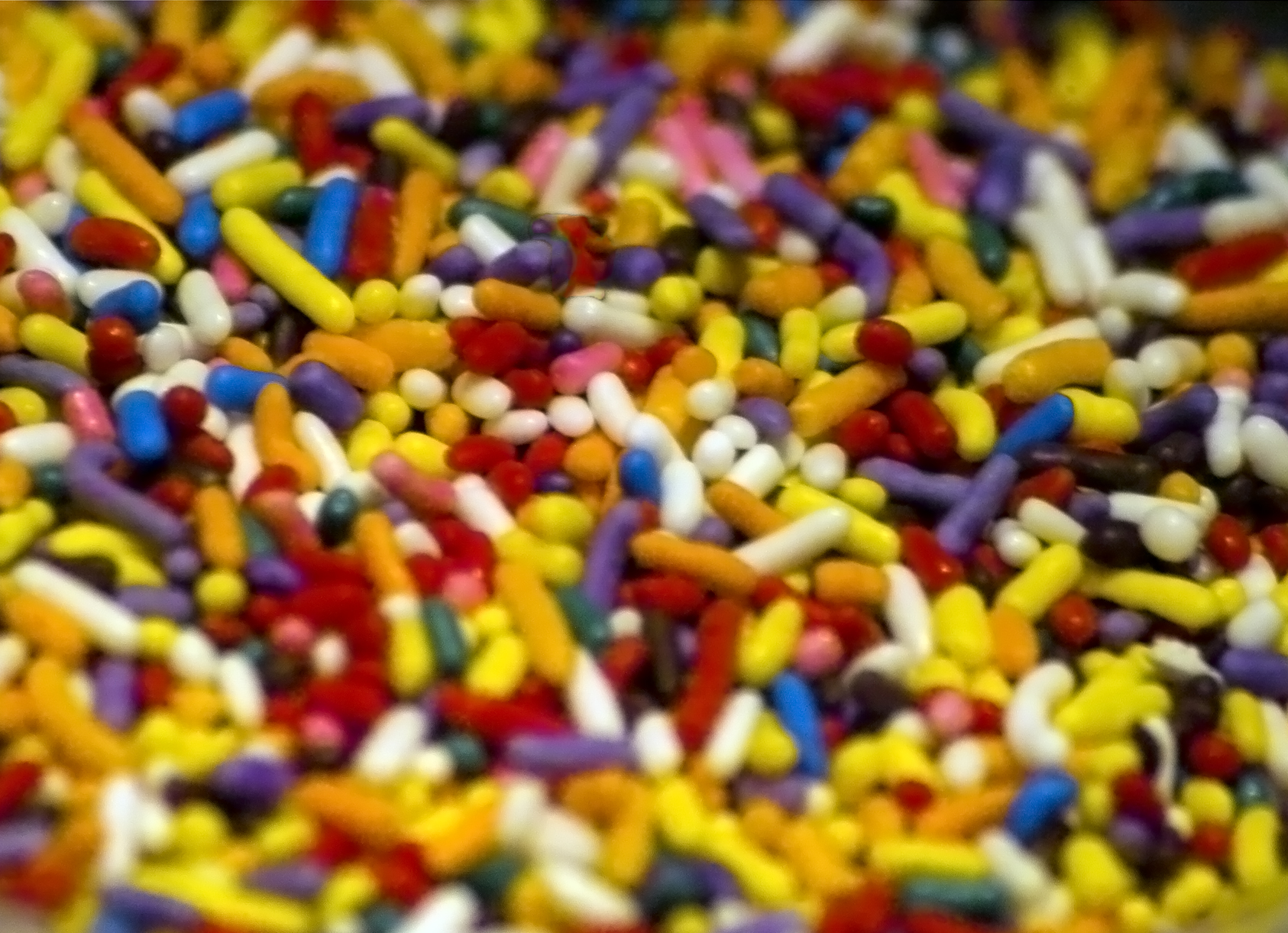
Паличкоподібна посипка
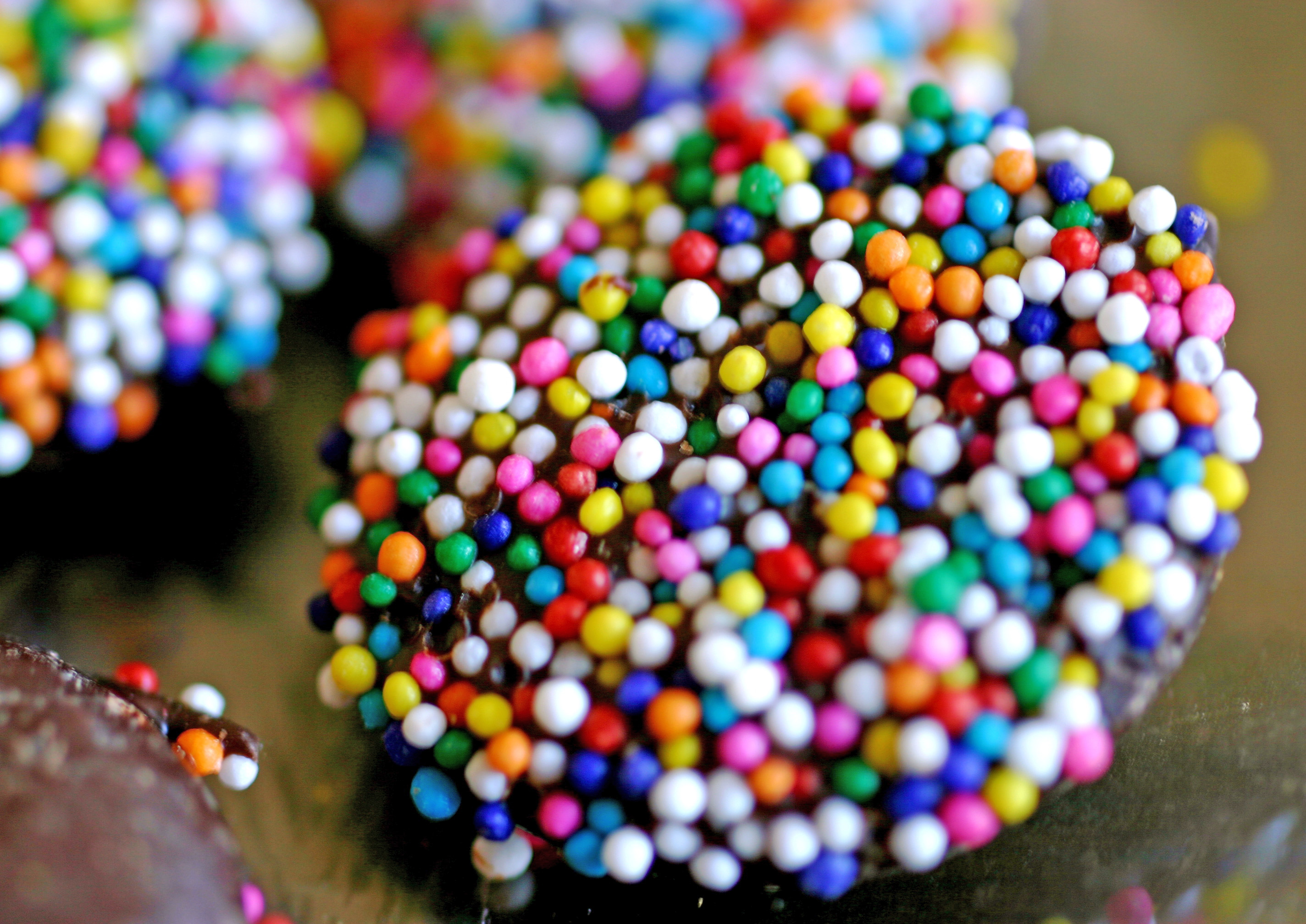
Нонперелс на шматочку шоколадної цукерки